# 縷蛺蝶屬
縷蛺蝶屬（學名：Litinga）是線蛺蝶亞科裡的一個屬。共兩個物種分佈於中國。